# Tetenhusen
Tetenhusen (tiếng Đan Mạch: Tetenhuse) là một đô thị thuộc huyện Schleswig-Flensburg, trong bang Schleswig-Holstein, nước Đức. Đô thị Tetenhusen có diện tích 23,13 km², dân số thời điểm 31 tháng 12 năm 2006 là 937 người.